# Billaea velutina
Billaea velutina là một loài ruồi trong họ Tachinidae.